# Moi (okręg Gorj)
Moi – wieś w Rumunii, w okręgu Gorj, w gminie Bâlteni. W 2011 roku liczyła 1023 mieszkańców.